# Arūnqāsh
Arūnqāsh (persiska: ورَنقاش, ارونقاش, اُورَنقاش, اُرُّنغَش, Ūranqāsh) är en ort i Iran.   Den ligger i provinsen Qazvin, i den nordvästra delen av landet, 190 km väster om huvudstaden Teheran. Arūnqāsh ligger 1 893 meter över havet och antalet invånare är 444.
Terrängen runt Arūnqāsh är kuperad, och sluttar österut. Runt Arūnqāsh är det ganska glesbefolkat, med 29 invånare per kvadratkilometer. Närmaste större samhälle är Ābgarm, 16,0 km söder om Arūnqāsh. Trakten runt Arūnqāsh består i huvudsak av gräsmarker.